# 古津賀駅
古津賀駅（こつかえき）は、高知県四万十市古津賀にある、土佐くろしお鉄道（TKT）中村線の駅である。駅番号はTK39。

## 歴史
- 1988年（昭和63年）4月1日：第三セクター土佐くろしお鉄道転換時に新設[1][2]。
- 2010年（平成22年）3月13日：通学利便性向上のため、夕方に上り1本のみ特急停車設定。
- 2020年（令和2年）3月14日：当駅停車の「あしずり」が14号から16号へ変更[3]。
- 2024年（令和6年）3月16日：ダイヤ改正に伴い、中村線特急列車減便の影響で「あしずり16号」が消滅、夕方上り1本当駅停車特急廃止[4]。

## 駅構造
単式ホーム1面1線を有する地上駅。

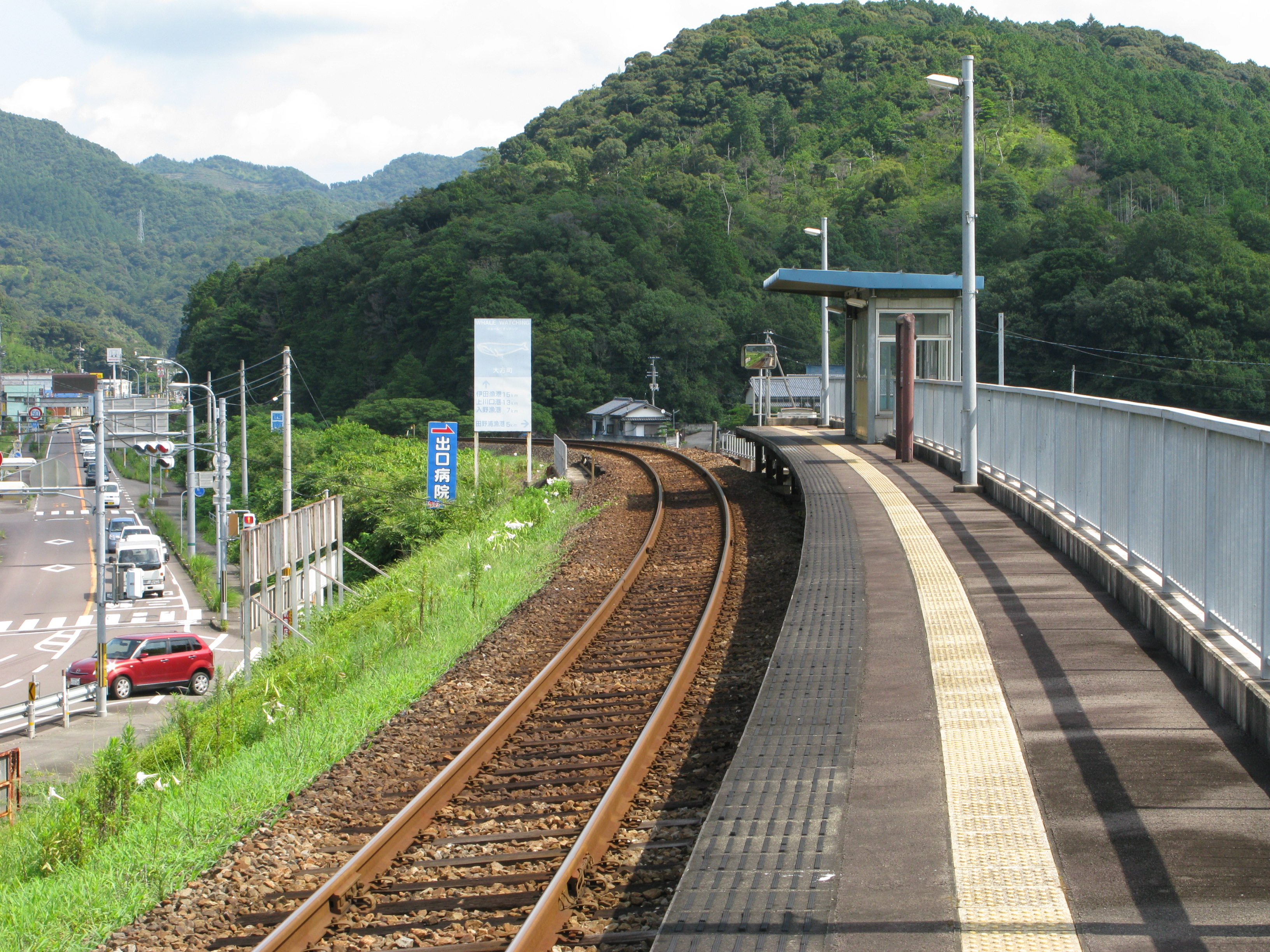
ホーム

無人駅。駅舎は無いが、待合室が設置されている。

## 利用状況
近年の1日平均乗降人員の推移は以下の通り。
| 乗降人員推移 | 乗降人員推移 |
| 年度         | 1日平均人数  |
| ------------ | ------------ |
| 2011年       | 128          |
| 2012年       | 115          |
| 2013年       | 108          |
| 2014年       | 117          |
| 2015年       | 110          |
| 2016年       | 97           |
| 2017年       | 81           |
| 2018年       | 106          |

## 駅周辺
- 国道56号
- 四国地方整備局中村河川国道事務所中村国道出張所
- 高知県立幡多農業高等学校
- 古津賀第一・第二団地
- 高知西南交通「田野浦分岐」停留所

## 隣の駅
土佐くろしお鉄道
■中村線
西大方駅 (TK38) - 古津賀駅 (TK39) - 中村駅 (TK40)